# Clayton Tune
Clayton Tune (Plano, 23 marzo 1999) è un giocatore di football americano statunitense che milita nel ruolo di quarterback per gli Arizona Cardinals della National Football League (NFL).

## Carriera

### Arizona Cardinals
Al college Tune giocò a football all'Università di Houston, venendo inserito nella formazione ideale dell'American Athletic Conference. Fu scelto nel corso del quinto giro (139º assoluto) del Draft NFL 2023 dagli Arizona Cardinals. Dopo la cessione di Joshua Dobbs ai Minnesota Vikings, fu nominato titolare per la gara della settimana 9 contro i Cleveland Browns dove completò 12 passaggi su 21 per 58 yard, subendo 2 intercetti con un passer rating di 20,8, non portando i Cardinals a segnare alcun punto nella sconfitta per 27-0. Nel turno successivo il ristabilito Kyler Murray tornò a partire come titolare. Tune gli subentrò brevemente segnando un touchdown su corsa. La sua prima stagione si chiuse con 7 presenze, di cui una come titolare.